# Vindberget
Vindberget är en kulle i Antarktis. Den ligger i Östantarktis. Norge gör anspråk på området. Toppen på Vindberget är 1 425 meter över havet, eller 20 meter över den omgivande terrängen. Bredden vid basen är 1,2 km.
Terrängen runt Vindberget är platt åt nordost, men åt sydväst är den kuperad. Trakten är obefolkad. Det finns inga samhällen i närheten.